# Jiří Zima
Jiří Zima (* 11. února 1956 Praha) je český analytický chemik a vysokoškolský pedagog, v letech 2016–2024 děkan Přírodovědecké fakulty Univerzity Karlovy. Působí jako profesor analytické chemie a odborník na voltametrické metody a chemometrické přístupy v analýze biologicky aktivních sloučenin.

## Vzdělání a akademická kariéra
Vystudoval analytickou chemii na Přírodovědecké fakultě Univerzity Karlovy (1975–1980), kde následně získal titul RNDr. (1980), titul kandidáta věd (CSc., 1985), docenturu (1998) a profesuru (2009).
Od roku 1985 působí na katedře analytické chemie PřF UK, kde se věnoval výuce, výzkumu i vedení diplomových a doktorských prací. Na fakultě vyučuje předměty jako analytické výpočty, chemometrie, principy vzorkování, metodologie měření či pokročilá praktika. V letech 2006–2012 zastával funkci proděkana pro rozvoj a v letech 2016–2024 funkci děkana fakulty. Je předsedou oborové rady doktorského studia analytické chemie a členem oborových rad i mimo Univerzitu Karlovu.

## Výzkumná činnost
Zabývá se vývojem voltametrických metod pro stanovení léčiv, barviv a genotoxických látek. Mezi jeho další specializace patří HPLC s UV a elektrochemickou detekcí, extrakční metody (kapalina-kapalina, SPE) a jejich spojení s elektrochemickými technikami.[zdroj⁠?!]
Je autorem (k roku 2025)[kdy?] více než 200 článků v impaktovaných časopisech, 4 kapitol v monografiích, 2 patentů a několika užitných vzorů. Jeho h-index dosahuje hodnoty 32 (WOS). Absolvoval výzkumné pobyty ve Velké Británii, Brazílii, Malajsii a USA.[zdroj⁠?!]

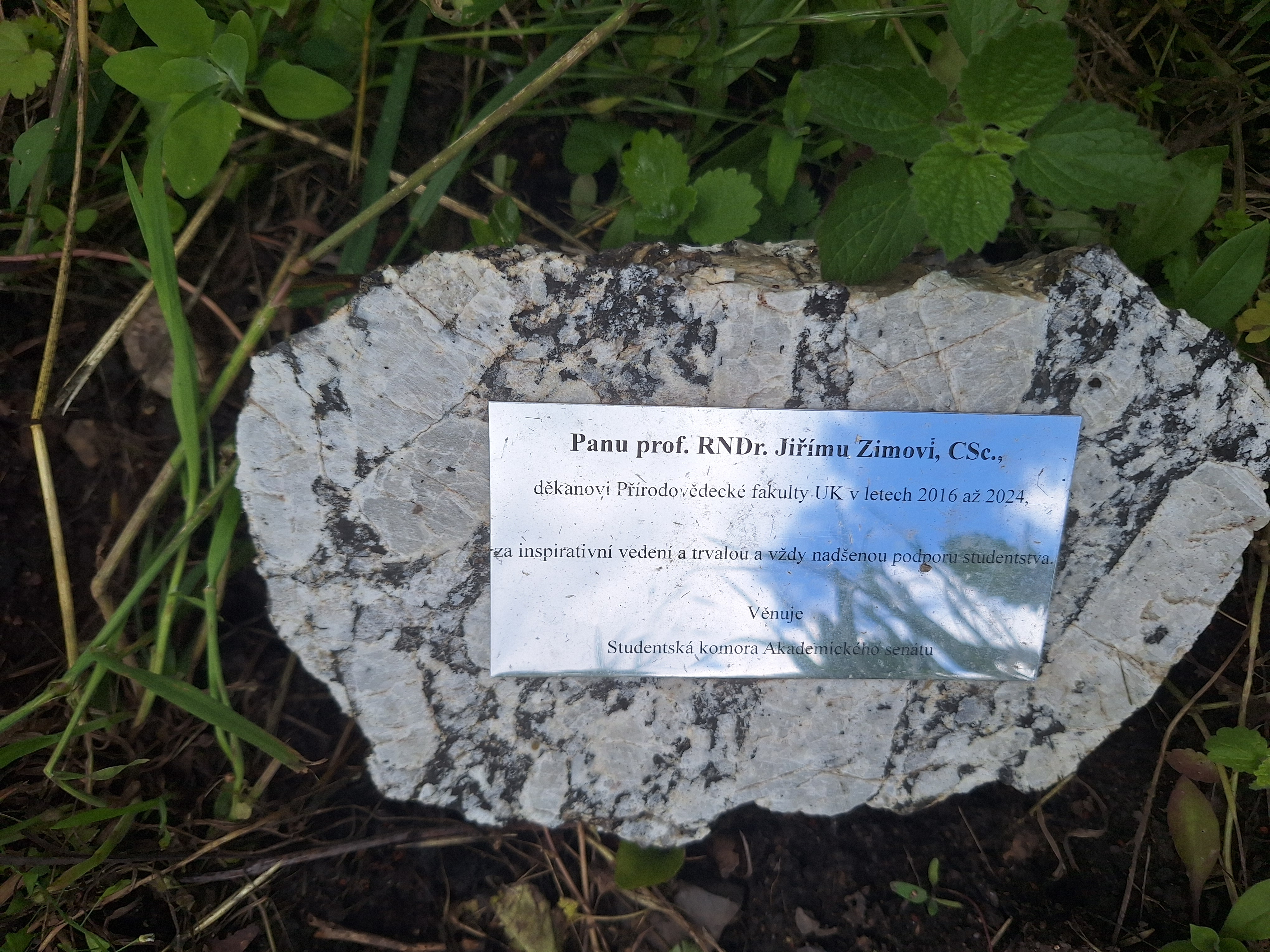
Památný dub vysazený na počest Jiřího Zimy Studentskou komorou Akademického senátu Přírodovědecké fakulty